# ほっとゆだ駅
ほっとゆだ駅（ほっとゆだえき）は、岩手県和賀郡西和賀町川尻にある、東日本旅客鉄道（JR東日本）北上線の駅である。
入浴施設であるほっとゆだを併設している。

## 歴史
- 1922年（大正11年）12月16日：鉄道省（国鉄）西横黒線陸中川尻駅（りくちゅうかわしりえき）として開業[1]。
- 1982年（昭和57年）11月15日：貨物の取り扱いを廃止[3]。
- 1984年（昭和59年）2月1日：荷物扱いを廃止[3]。
- 1987年（昭和62年）4月1日：国鉄分割民営化により、JR東日本の駅となる[1]。
- 1989年（平成元年）4月1日：温泉施設「ほっとゆだ」の営業を開始[4]。同時に、新駅舎運用開始[4]。
- 1991年（平成3年）6月20日：ほっとゆだ駅に改称[1]。
- 1995年（平成7年）1月：湯田町の負担で新設された跨線橋が供用を開始。駅舎に合わせたデザインで、北上線で初の構内に跨線橋が設置された駅となった[5]。
- 2002年（平成14年）：東北の駅百選に選定される。
- 2007年（平成19年）3月18日：当直勤務を廃止[1]。同時にほっとゆだ駅長が廃止され、北上駅長管理下となる[1]。
- 2017年（平成29年）4月1日：業務委託化（北上駅所属ほっとゆだ在勤を廃止）。冬期間の当直勤務も廃止。
- 2019年（令和元年）9月6日：簡易型自動券売機によるきっぷ発売を終了。
- 2024年（令和6年）10月1日：えきねっとQチケのサービスを開始[2][6]。

## 駅構造
相対式ホーム2面2線を有する地上駅である。以前は単式・島式混合の計2面3線のホームを有していたが、2019年（令和元年）9月現在は2面2線での運用である。なお、互いのホームは構内踏切で連絡している。
北上駅が管理し、JR東日本東北総合サービスが受託する業務委託駅である。駅舎にはみどりの窓口、乗車駅証明書発券機、売店がある。
現在の駅舎は1989年に建設された木造2階建てのもので、総工費は1億2千万円。このうち、当時の駅の所在地であった湯田町が3分の2を負担し、残りをJR東日本が負担して建設されている。元は国鉄の所有地を当時の湯田町が譲り受け、温泉を掘ったことで町おこしを兼ねて温泉付き駅舎となった。
駅舎は「全国的にも珍しい温泉付き駅舎」として、東北の駅百選に選定された。

### のりば
| 番線 | 路線    | 方向 | 行先     | 備考     |
| ---- | ------- | ---- | -------- | -------- |
| 1    | ■北上線 | 下り | 横手方面 |          |
| 1    | ■北上線 | 上り | 北上方面 | 当駅始発 |
| 2    | ■北上線 | 上り | 北上方面 |          |

- 3番線に当たるホームは柵が施されており、客扱いはない。

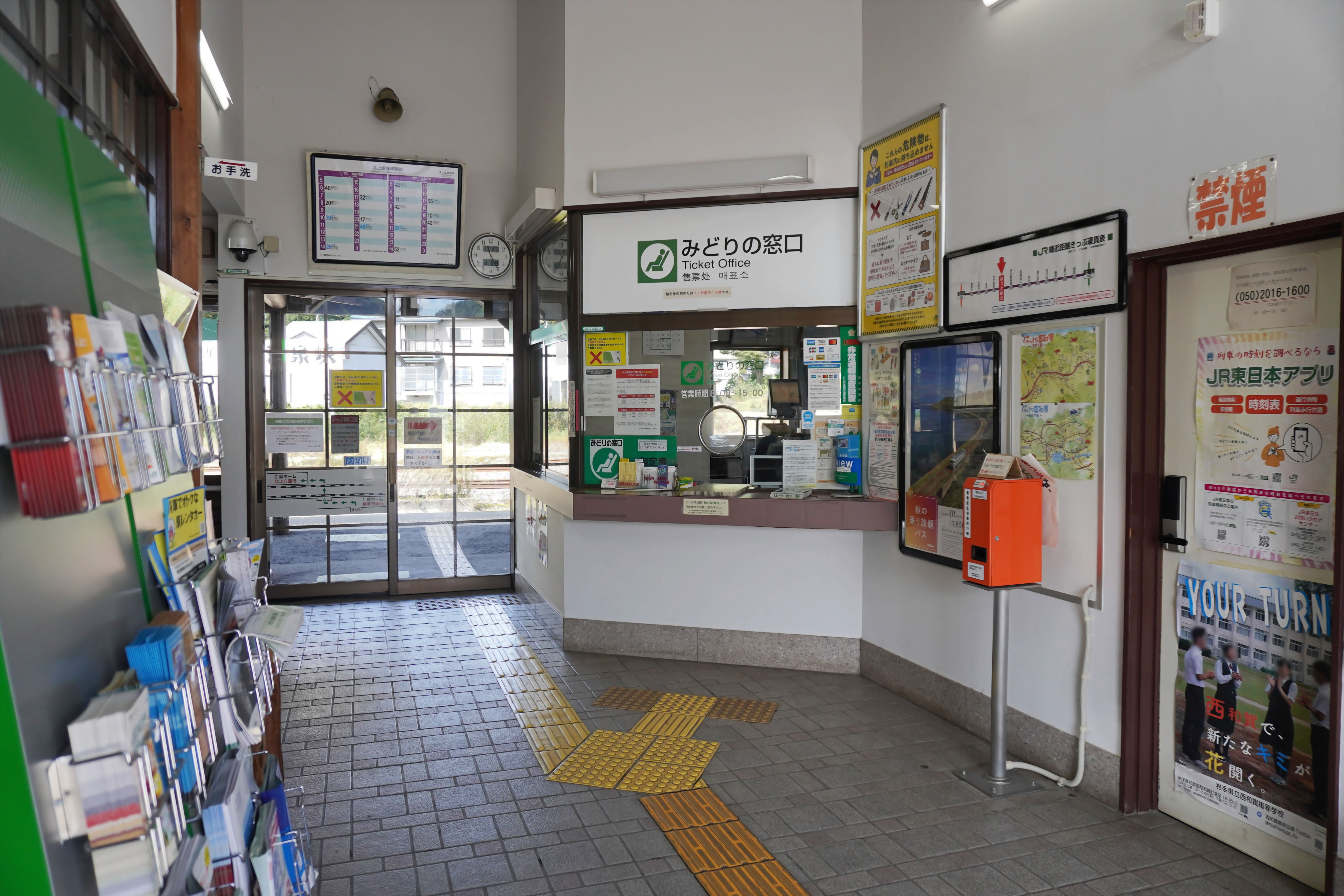
改札口（2023年10月）
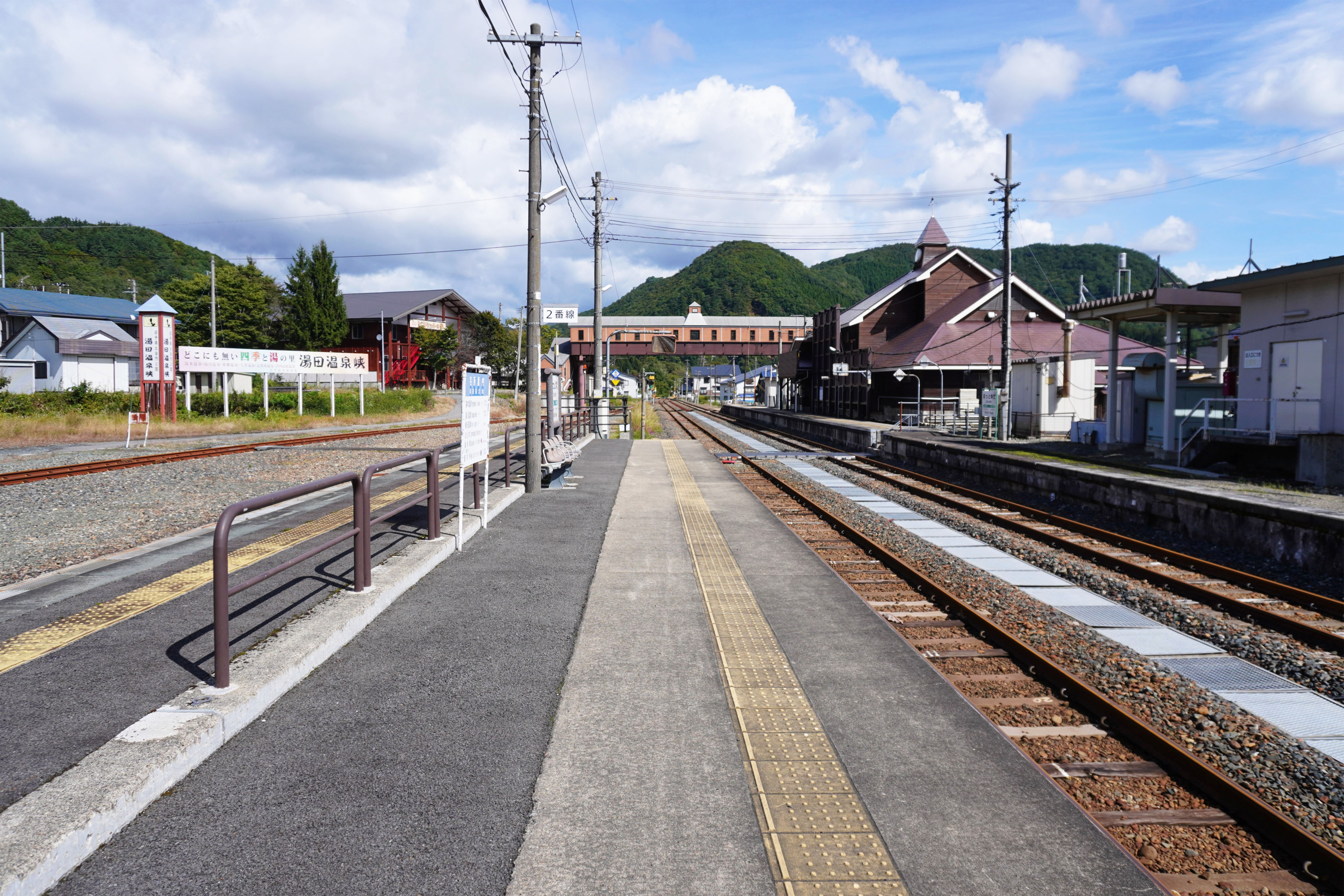
ホーム（2023年10月）
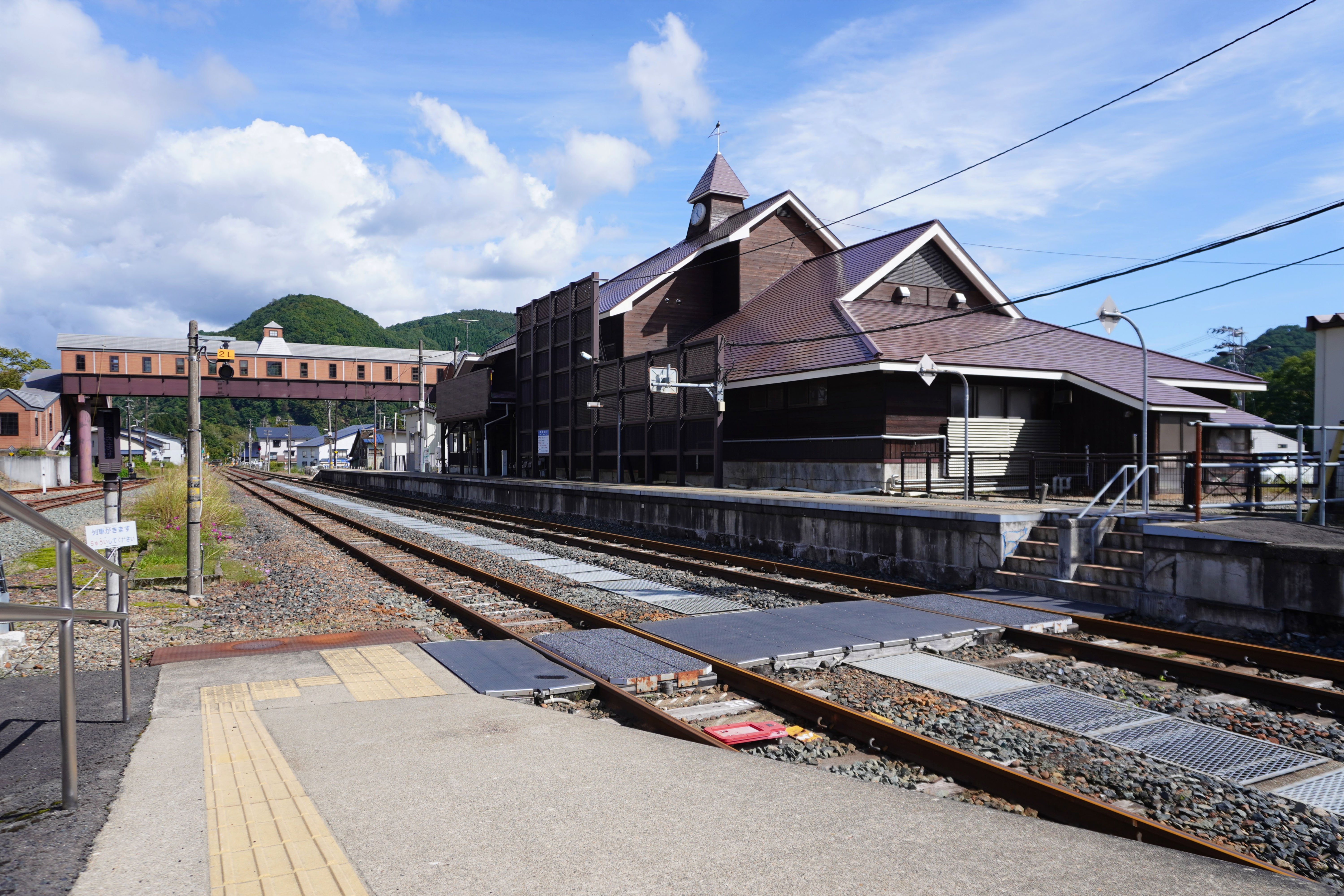
構内踏切（2023年10月）

## 利用状況
JR東日本によると、2023年度（令和5年度）の1日平均乗車人員は107人である。
2000年度（平成12年度）以降の推移は以下のとおりである。
| 1日平均乗車人員推移 | 1日平均乗車人員推移 | 1日平均乗車人員推移 | 1日平均乗車人員推移 | 1日平均乗車人員推移 |
| 年度                | 定期外              | 定期                | 合計                | 出典                |
| ------------------- | ------------------- | ------------------- | ------------------- | ------------------- |
| 2000年（平成12年）  |                     |                     | 201                 | [ 利用客数 2 ]      |
| 2001年（平成13年）  |                     |                     | 188                 | [ 利用客数 3 ]      |
| 2002年（平成14年）  |                     |                     | 166                 | [ 利用客数 4 ]      |
| 2003年（平成15年）  |                     |                     | 184                 | [ 利用客数 5 ]      |
| 2004年（平成16年）  |                     |                     | 191                 | [ 利用客数 6 ]      |
| 2005年（平成17年）  |                     |                     | 193                 | [ 利用客数 7 ]      |
| 2006年（平成18年）  |                     |                     | 194                 | [ 利用客数 8 ]      |
| 2007年（平成19年）  |                     |                     | 204                 | [ 利用客数 9 ]      |
| 2008年（平成20年）  |                     |                     | 191                 | [ 利用客数 10 ]     |
| 2009年（平成21年）  |                     |                     | 200                 | [ 利用客数 11 ]     |
| 2010年（平成22年）  |                     |                     | 186                 | [ 利用客数 12 ]     |
| 2011年（平成23年）  |                     |                     | 181                 | [ 利用客数 13 ]     |
| 2012年（平成24年）  | 39                  | 134                 | 173                 | [ 利用客数 14 ]     |
| 2013年（平成25年）  | 37                  | 114                 | 152                 | [ 利用客数 15 ]     |
| 2014年（平成26年）  | 34                  | 95                  | 129                 | [ 利用客数 16 ]     |
| 2015年（平成27年）  | 34                  | 74                  | 109                 | [ 利用客数 17 ]     |
| 2016年（平成28年）  | 31                  | 73                  | 105                 | [ 利用客数 18 ]     |
| 2017年（平成29年）  | 30                  | 68                  | 98                  | [ 利用客数 19 ]     |
| 2018年（平成30年）  | 29                  | 91                  | 120                 | [ 利用客数 20 ]     |
| 2019年（令和元年）  | 24                  | 87                  | 111                 | [ 利用客数 21 ]     |
| 2020年（令和02年）  | 10                  | 79                  | 89                  | [ 利用客数 22 ]     |
| 2021年（令和03年）  | 14                  | 61                  | 76                  | [ 利用客数 23 ]     |
| 2022年（令和04年）  | 17                  | 77                  | 95                  | [ 利用客数 24 ]     |
| 2023年（令和05年）  | 20                  | 87                  | 107                 | [ 利用客数 1 ]      |

## 駅周辺

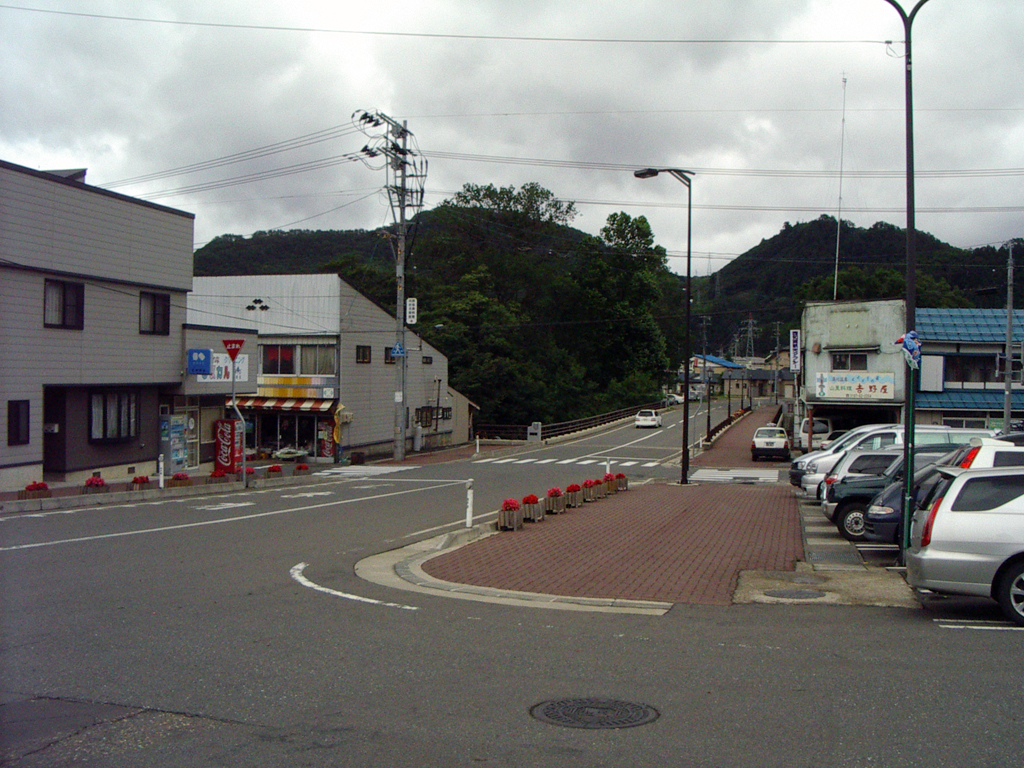
駅前

西和賀町役場の最寄り駅となっている。
- 岩手県道118号ほっとゆだ停車場線
- 国道107号
- 岩手県道215号湯川温泉線
- 川尻郵便局
- 錦秋湖
- 西和賀町役場
- 北上信用金庫 西和賀支店

## ほっとゆだ
利用できる時間は早朝 - 夜間（一部を除く）となっている。なお入場は閉館時間の30分前までである。12月31日・1月1日・2日は、利用できる時間が短縮される。
休館日は毎月第2水曜日（ただし、当日が休日の場合は翌日に。また、8月については変更あり）となっている。
利用料金（2023年〈令和5年〉10月1日時点）
- 入浴料：大人440円（西和賀町居住で65歳以上は350円）、子供（小・中学生）260円（回数券、定期券あり）
- 貸切風呂（夕方前まで利用可）：2,000円

効能など
- 効能：動脈硬化・きりきず・やけど・慢性皮膚病
- 1日2回逆洗浄あり。高温のため、加水あり。

浴槽の位置
- 西側から、あつめ、ふつう、ぬるめ（子供および寝湯）

備考
- 浴場の壁には列車の接近を知らせる信号機が設置されていて、上下線関係なく表示される。これは発車時間が45分前になると「青」、30分前になると「黄」、15分前になると「赤」を点灯。まれに両方向から来る場合は「青」「黄」など2色同時に点灯することもある。同様の信号機はかつて女川駅前にあった時代の女川温泉ゆぽっぽやみなみ子宝温泉駅にもあった。

## バス路線
「ほっとゆだ駅」停留所にて、以下の路線バスが発着する。
- 西和賀町民バス[8]
  - 貝沢線：貝沢
  - 沢内線：沢内庁舎前
  - 湯田おでかけバス：湯田庁舎・湯本地区方面 / さわうち病院方面
  - 沢内おでかけバス：沢内庁舎・湯田庁舎・さわうち病院・湯本地区方面
  - 山伏線[8]：盛岡バスセンター

## その他
北上線に特急・急行列車が運行されていた時期は、線内の駅で唯一、特急・急行列車の停車駅となっていた。1996年（平成8年）から翌年までの秋田新幹線工事に伴う約1年間のみの一時的な運行であった特急「秋田リレー」も一部の列車が停車していた。

## 隣の駅
東日本旅客鉄道（JR東日本）
■北上線
□快速・■普通
ゆだ錦秋湖駅 - ほっとゆだ駅 - ゆだ高原駅

### 記事本文